# 2061: A treia odisee

2061: A treia odisee (titlu original 2061: Odyssey Three) este un roman științifico-fantastic din 1987 scris de Arthur C. Clarke. Romanul face parte din seria Odiseea spațială și este continuarea romanelor 2001: O odisee spațială din 1968 și 2010: A doua odisee din 1982.
Romanul revine la unul dintre personajele principale din romanele anterioare, Heywood Floyd, descriind aventurile lui care îl poartă de la Cometa Halley, revenită în sistemul solar în 2061, la satelitul lui Jupiter Europa.

## Origini
Deoarece seria Odiseei este strâns legată de Jupiter și de sateliții acestuia, Clarke a intenționat în primă fază să amâne scrierea celei de-a treia cărți până după momentul în care misiunea Galileo pe acea planetă avea să revină cu rezultatele descoperirilor sale. Din păcate, lansarea sondei a fost amânată din cauza dezastrului navetei spațiale Challenger, așa încât nu a mai ajuns pe Jupiter decât în 1995. Hotărât să nu mai aștepte până când sonda avea să fie lansată, Clarke a folosit ca sursă de inspirație apropierea Cometei Halley din 1986 și și-a plasat continuarea în anul revenirii acesteia în sistemul solar, 2061.

## Cadrul acțiunii
Jupiter a fost transformat într-un soare mic, pe care oamenii l-au botezat "Lucifer" și care acum luminează cerul Pământului pe timpul nopții. Gheața care acoperea oceanele satelitului Europa s-au topit, iar noile condiții permit dezvoltarea vieții descoperită de echipajul navei chinezești Tsien. Pentru a nu interfera cu acest proces, omenirii i s-a interzis aterizarea pe satelit, iar un monolit a rămas să monitorizeze apariția și dezvoltarea vieții inteligente pe acesta.
La întoarcerea din misiunea Leonov, Heywood Floyd a suferit un accident. Recuperarea într-un spital orbital a durat mai mult decât se aștepta, ceea ce a determinat imposibilitatea revenirii ulterioare pe Pământ, din cauza incapacității corpului său de a mai suporta gravitația terestră, dar și prelungirea vieții. Relațiile personale au avut și ele de suferit: fetele din prima căsătorie s-au îndepărtat de tatăl lor, iar divorțul cerut de a doua soție în timp ce Floyd era la bordul lui Leonov a dus la răcirea relației și cu fiul din a doua căsătorie, Chris. Fiul acestuia, numit tot Chris, a îmbrățișat aceeași meserie cu bunicul său, îmbarcându-se la bordul navei Galaxy, dar bunicul și nepotul nu s-au mai văzut de ani de zile.
Populația neagră din Africa de Sud s-a revoltat în anii '30 și a format Statele Unite ale Africii de Sud (SUAS). Populația albă a fugit în Europa, luând cu ea cea mai mare parte a bogăției țării și lăsând negrii să reconstruiască economia cu ajutorul diamantelor din subsol.
Călătoriile interplanetare au devenit viabile din punct de vedere economic grație navelor cu fuziune catalizată cu ajutorul muonilor. Pe Europa a apărut de nicăieri un munte uriaș, numit Muntele Zeus, a cărui asimetrie indică faptul că nu poate fi de origine vulcanică, asemenea celorlalte formațiuni muntoase de pe suprafața satelitului.

## Intriga
În 2061, la vârsta de 103 ani, Floyd este ales, alături de alți „oaspeți celebri”, să se îmbarce la bordul navei spațiale private Universe pentru prima descindere umană din istorie pe suprafața cometei Halley, odată cu întoarcerea acesteia în sistemul solar. Între timp, o echipă de savanți terraformează satelitul Ganymede pentru a-l face locuibil de către oameni. Unul dintre ei, Rolf van der Berg (urmașul unor refugiați afrikaan), studiază Muntele Zeus de pe Europa și ajunge la concluzia că acesta este un diamant uriaș. El îi comunică vestea unchiului său, Paul Kreuger, care îi facilitează îmbarcarea la bordul navei Galaxy a cărei misiune o va aduce aproape de Europa și pe care servește nepotul lui Floyd, Chris.
Odată ajunsă în apropierea satelitului, o stewardesă deturnează nava, determinând prăbușirea acesteia, apoi se sinucide. Echipajul este blocat la sol, singura soluție de salvare a lor fiind intervenția navei Universe. Pasagerii aflați la bordul acesteia își pun întrebarea dacă le va fi permisă aterizarea pe Europa pentru misiunea de salvare, cunoscută fiind interdicția primită de omenire de a nu ateriza acolo niciodată. Cu ajutorul secundului navei, Floyd pune la punct un plan prin care Universe să ajungă pe Europa cu câteva luni mai repede decât ar fi fost posibil după primele estimări, folosind în acest scop rezervele de apă furnizate de cometa Halley.
Van der Berg și Chris Floyd iau naveta William Tsung (poreclită Bill Tee) și pleacă să studieze Muntele Zeus, epava navei chinezești Tsien și monolitul gigantic supranumit „Marele Zid” care stă culcat pe o parte la granița dintre emisfera luminată și cea întunecată. Ajuns la destinație, van der Berg constată că teoria sa a fost corectă, iar Muntele Zeus este, într-adevăr, un diamant gigantic desprins din miezul planetei Jupiter atunci când aceasta a fost transformată în mini-soare. Din păcate, muntele se scufundă cu o viteză care nu va permite oamenilor să ajungă la timp pentru a-l exploata.
La locul prăbușirii lui Tsien nu se mai află metalele care făceau parte din compoziția navei, dar cei doi găsesc o așezare de igluuri, aparent folosit de europani atunci când părăsesc mediul lor natural, apa. În acel loc, Chris are o viziune cu bunicul său care-i vorbește despre sosirea navei Universe, similară modului în care Bowman luase legătura cu acesta din urmă în 2010.
Universe salvează echipajul lui Galaxy și se îndreaptă spre Ganymede, de unde asistă la scufundarea definitivă a Muntelui Zeus. Van der Berg este dezolat de pierdere, dar unchiul său, Kreuger, este de părere că muntele cu pricina reprezintă doar unul dintre numeroasele fragmente de diamant care trebuie să se fi răspândit pe orbita lui Lucifer și pentru a căror descoperire și recuperare propune să se lanseze urgent o misiune. Heywood și Chris redevin apropiați, mai ales când află că atât unul, cât și celălalt, au avut viziuni: Chris pe a bunicului său, iar acesta pe a monolitului europan, care pare să-i fi „copiat” conștiința în același mod în care o făcuse anterior cu Bowman și HAL.
Epilogul romanului prezintă anul 3001, în care Lucifer își încetează strălucirea, iar monolitul care a fost găsit pe Lună în 1999 și a fost dus în Manhattan șapte ani mai târziu „se trezește”. Între timp, omenirea s-a dezvoltat foarte mult, iar depozitele de diamante rezultate din împrăștierea miezului planetei Jupiter au fost folosite pentru crearea unor lifturi spațiale și a unui inel orbital care le unește.

### Capitolele cărții
| I. MUNTELE VRĂJIT - 1 - Anii înghețați - 2 - Prima vedere - 3 - Reintrare - 4 - Magnatul - 5 - Din gheață - 6 - Înverzirea lui Ganymede - 7 - Traversare - 8 - Flotilă stelară - 9 - Muntele Zeus - 10 - Corabia nebunilor - 11 - Minciuna - 12 - Oom Paul - 13 - „Nu ne-a spus nimeni să ne aducem costumele de baie...” - 14 - Căutare II. VALEA CU ZĂPADĂ NEAGRĂ - 15 - Întâlnirea - 16 - Asolizarea - 17 - Valea cu Zăpadă Neagră - 18 - Bătrânul Credincios - 19 - La capătul tunelului - 20 - Rechemarea III. RULETA EUROPEANĂ - 21 - Politica exilului | - 22 - Încărcătură primejdioasă - 23 - Infern - 24 - Shaka cel Mare - 25 - Lumea înconjurată de un giulgiu - 26 - Veghe de noapte - 27 - Rosie - 28 - Dialog - 29 - Coborârea - 30 - Galaxy la sol - 31 - Marea Galileei IV. LÂNGĂ GAURA DE APĂ - 32 - Deviație - 33 - Robinetul - 34 - Spălarea mașinii - 35 - În voia valurilor - 36 - Țărmul străin V. PRINTRE ASTEROIZI - 37 - Steaua - 38 - Aisberguri din spațiu - 39 - Masa căpitanului - 40 - Monștrii de pe Pământ - 41 - Memoriile unui centenar - 42 - Minilitul | VI. REFUGIU - 43 - Operațiunea de salvare - 44 - Endurance - 45 - Misiunea - 46 - Naveta - 47 - Cioburi - 48 - Lucy VII. MARELE ZID - 49 - Templul - 50 - Oraș deschis - 51 - Fantoma - 52 - Pe canapea - 53 - Marmita - 54 - Întâlnire - 55 - Magma - 56 - Teoria perturbării - 57 - Interludiu pe Ganymede VIII. REGATUL SULFULUI - 58 - Foc și gheață - 59 - Trinitatea EPILOG - 60 - Miez de noapte în Plaza |

## Lista personajelor
- Dr. Heywood Floyd - savant american, acum în vârstă de 103 ani, desemnat să asiste la dezgroparea monolitului TMA-1 din craterul lunar Tycho și, ulterior, să participe la misiunea de recuperare a navei Discovery
- Chris Floyd - ofițer doi pe nava Galaxy, nepotul lui Heywood
- Sir Lawrence Tsung - milionar de origine chineză, conducător al unui complex de corporații și unul dintre cei mai bogați și influenți oameni din lume, finanțator al expediției navei Universe
- Rolf van der Berg - refugiat afrikaaner la a doua generație. geolog cu experiență, membru al echipajului navei Galaxy
- Victor Willis - popularizator de știință, unul dintre cei șase mambri VIP aflați la bordul navei Universe
- Yva Merlin - actriță, unul dintre cei șase mambri VIP aflați la bordul navei Universe
- Dimitri Mihailovici - compozitor, unul dintre cei șase mambri VIP aflați la bordul navei Universe
- Clifford Greenburg - primul om care a asolizat pe Mercur, unul dintre cei șase mambri VIP aflați la bordul navei Universe
- Margaret M'Bala - autoare de bestsellere, unul dintre cei șase mambri VIP aflați la bordul navei Universe
- Dr. Paul Oom Kreuger - om de știință, unchiul lui Rolf van der Berg, care și-a adus o contribuție importantă la fizica particulelor
- Smith - căpitanul navei Universe
- Dr. Chant - medic pe nava Universe
- Eric Laplace - căpitanul navei Galaxy
- Dr. Anderson - geolog pe nava Galaxy
- Rose McCullen - stewardesă pe Galaxy care deturnează nava, apoi se sinucide
- Chang - ofițer doi pe nava Galaxy
- Jolson - ofițer doi pe nava Universe
- David Bowman - singurul supraviețuitor al misiunii Discovery, devenit un Copil-al-Stelelor (o entitate omnipotentă în conformitate cu standardele omenirii) după contactul cu o avansată civilizație extraterestră, actualmente rezident în interiorul monolitului numit „Marele Zid” de pe Europa
- HAL 9000 - inteligența artificială însărcinată cu bunul mers al misiunii Discovery, dar a cărei eroare de funcționare a determinat oprirea ei; este repusă în funcțiune și reprogramată de dr. Chandra, ajutând la succesul misiunii Leonov, apoi conștiința sa este cooptată de Bowman în interiorul monolitului „Marele Zid”

## Opinii critice
Kirkus Reviews apreciază că, la fel „ca și în celelalte Odisei sau în Rendezvous cu Rama, Clarke ne poartă într-o lume cum numai el putea crea, oferindu-ne șansa de a explora și a ne minuna” și adaugă: „Voiajul spre cometa lui Halley este un exemplu clasic al tehnicii sale literare de a juca rolul de ghid într-o călătorie fascinantă.” Science Fiction Chronicle caracterizează romanul ca fiind „captivant, cu personaje neobișnuite [...] care surprinde excelent atât singurătatea oamenilor naufragiați pe altă planetă, cât și temerile celor plecați să-i salveze.” Interzone consideră că „este imposibil să nu iubiți această carte”, iar Analog Science Fiction Magazine merge mai departe și declară că „din unele puncte de vedere, 2061 poate fi considerată cartea cea mai bună din seria Odiseilor”, aducând ca argumente intriga complexă, personajele excelent construite și vastitatea elementelor legate de sistemul solar pe care le prezintă. 

## Planuri de ecranizare
La puțin timp după lansarea romanului, Tom Hanks și-a exprimat interesul pentru ecranizarea lui, cu el în rolul lui Floyd, Keir Dullea și Douglas Rain urmând să revină la rolurile David Bowman și HAL 9000. Planurile nu au depășit faza anunțului inițial.
Totuși, în 2010, pe 2001: Exhibit website a fost postat un scenariu pentru 2061, cu speranța că va trezi interesul celor de la MGM și WB pentru ecranizarea romanului.

## Traduceri în limba română
- 1994 - 2061: a treia Odisee Spațială, ed. Olimp, traducere Radu Săndulescu, 320 pag., ISBN 973-9180-08-6
- 2011 - 2061: a treia odisee (cartonată), ed. Nemira, colecția "Nautilus", traducere Radu Săndulescu, 304 pag., ISBN 978-606-579-082-7
- 2014 - 2061: a treia odisee, ed. Nemira, colecția "Nautilus", traducere Radu Săndulescu, 296 pag., ISBN 978-606-579-820-5